# Yesterday
«Yesterday» (укр. «Учора») — пісня гурту The Beatles, записана в 1965 році для альбому Help!. Хоч авторами традиційно зазначаються Джон Леннон і Пол Маккартні, цю пісню Маккартні написав сам. «Yesterday» посідала перші місця у чартах США, Канади, Нової Зеландії та інших країн світу й досі залишається популярною. Як стверджує Книга рекордів Гіннеса, це пісня, яка найчастіше виконується іншими музикантами, — відомо, що записано близько трьох тисяч її версій. У XX столітті, згідно з Broadcast Music Incorporated, американське радіо й телебачення запускали «Yesterday» понад 7 мільйонів разів. Британська радіостанція BBC-2 провела опитування серед музичних експертів і слухачів, і за результатами назвала «Yesterday» найкращою піснею 20-го століття — і це попри те, що сингл із піснею так ніколи й не досяг першого місця у британському хіт-параді.
«Yesterday» — меланхолійна балада тривалістю 2 хвилини 3 секунди. Уперше від заснування гурту член «Бітлз» записав пісню сам: Пол Маккартні проспівав її, акомпануючи собі на акустичній гітарі в супроводі струнного квартету. Композиція значно відрізнялася від усіх попередніх пісень ансамблю — саме через це решта «бітлів» у 1965 році заборонила випуск синглу з піснею у Великій Британії. Пісня вийшла того ж року в США, а у Британії тільки через 12 років.
Аудіо-приклад: слухатиⓘ

## Історія створення
Пол Маккартні написав пісню «Yesterday» під час проживання в будинку родини своєї тодішньої подруги Джейн Ешер. Біографи The Beatles пишуть, що мелодія прийшла до нього уві сні. Прокинувшись, Маккартні негайно засів за піаніно й награв мелодію, акорди якої находили на нього один за одним, а зігравши, він відразу записав її на магнітофон, щоб не забути. Спочатку Маккартні вважав, що це мелодія пісні, яку він уже чув раніше. Намагаючись це з'ясувати, він протягом цілого місяця награвав мелодію знайомим і запитував, чи не чули вони будь-коли чогось подібного. Нарешті, Маккартні визнав себе автором мелодії. Пізніше музикант згадував:
«Це нагадувало ситуацію, коли хтось загубив якусь річ, а я знайшов — і її слід здати поліції. Подумав, що оскільки ніхто її так і не зажадав, то може вона бути моєю».
Переконавшись, що мелодія не украдена, Маккартні взявся за створення тексту пісні. Спочатку написав робочий варіант у формі пісні-нісенітниці за назвою «Яєчня» (англ. «Scrambled eggs»). Перший рядок, який підходив до мелодії, був таким:
«Scrambled eggs, / Oh, my baby how І love your legs.» (у перекладі: «Яєчне, о моя люба, як я люблю твої ніжки!»). 
Маккартні вирішив користуватися цим несерйозним текстом, поки не підшукає більш слушні слова. Під час роботи над фільмом «Help!» («Допоможіть!») він засів за фортепіано на знімальному майданчику, — та почав грати ту саму мелодію, намагаючись підібрати до неї відповідні слова. Режисер фільму, Річард Лестер, якому врешті це грання набридло, навіть грозив, що забере інструмент із майданчика, якщо Маккартні не завершить своє «піснетворіння». Проте, як опісля згадував Джон Леннон, пісня місяцями залишалась незавершеною і «спливала» щоразу, коли вони збиралися працювати над новими піснями. До того ж в пісні ще не було назви: Леннон і Маккартні вирішили назвати пісню одним словом, але не могли придумати нічого, щоб підходило.
Відповідні слова випадково прийшли до Маккартні під час відпочинку в Португалії у травні 1965 року. Коли він наспівував мелодію, йому спало на думку слово yesterday. Він пригадав, що слова, які закінчуються на -ей, як-от: say, nay, today, away, play, stay тощо — добре римуються. Вдалим також стало слово suddenly на початку другого куплету, до якого Маккартні теж швидко підшукав безліч рим. 27 травня 1965 Пол із Джейн Ешер прилетіли в Лісабон, де він позичив гітару в Брюса Велча, гітариста гурту The Shadows, і закінчив написання тексту пісні.
Спочатку пісню запропоновували записати співаку Крісу Фарлоу, але йому вона здалася занадто сентиментальною.

## Запис

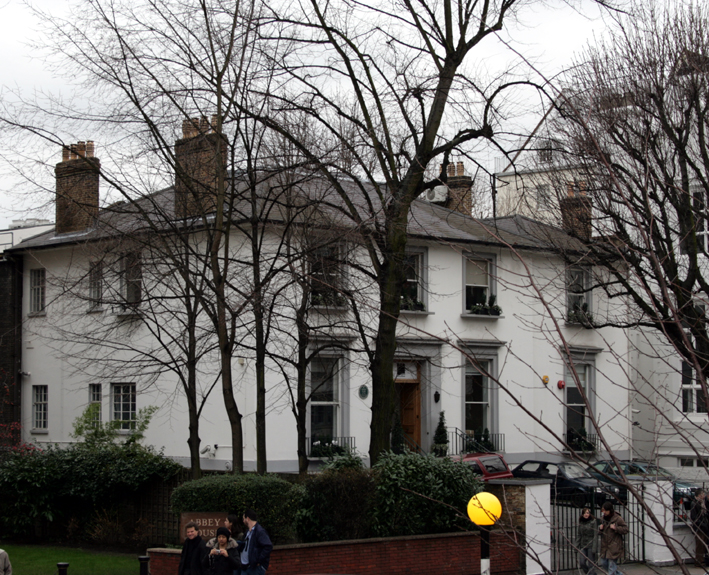
Будинок студій «Еббі-роуд» (Abbey Road) у Лондоні, де записано пісню «Yesterday»

Пісня «Yesterday» була записана у студії «Еббі-роуд» № 2 14 і 17 червня 1965 року.
Існують різні версії до того, як проходив звукозапис пісні. Згідно з найпопулярнішою версією, Маккартні із самого початку вирішив виконати пісню соло у супроводі струнних — і що продюсер Джордж Мартін допоміг йому цю ідею здійснити. Зокрема, Маккартні в інтерв'ю розповів Полу Гамбаччіні у 1970-х:

| Я хотів використати в аранжуванні кілька струнних інструментів. Джордж Мартін сказав: «Гаразд, тоді, мабуть, струнний квартет?» Ідея була чудова. Ми сіли за рояль й придумали як це звучатиме.[7] |
Монографія Рея Коулмена «Учора й сьогодні» розповідає зовсім іншу історію: спочатку ніби-то було випробувано численні аранжування з органом, ударними та іншими інструментами, — і вже потім було вирішено, що Полові слід виконати пісню соло під гітару. Коли Джордж Мартін запропонував спробувати «щось радикальне», як-от, струнні, Маккартні жахнувся: «Бітлз — це рок-гурт, ми не можемо звучати як Мантовані». Проте Мартін переконав Пола принаймні спробувати і як не сподобається, вони відмовляться від цієї ідеї. Аранжування для струнних вони склали удвох, зокрема Маккартні належить ідея блюзового ладу для віолончелі в середній частині. Він також наполіг на тому, щоб струнні грали без вібрато, яке, на його думку, надає звучанню непотрібної пихатості.
Пол записав два дублі пісні 14 червня 1965 року. Другий дубль був визнаний кращим, і його обрали для випуску. Партію струнних було записано й накладено на доріжку вже пізніше. Перший дубль пісні, без супроводу струнного квартету, був включений у компіляцію Anthology 2. На запису можна почути, як Маккартні, перш ніж грати, показує послідовність акордів Гаррісонові, який, однак, участі у виконанні не брав. Два перших рядки другого куплету помінялися місцями («There's a shadow hanging over me / I'm not half the man I used to be»). Це, найімовірніше, було помилкою, бо в записі можна почути, як після цих слів Маккартні ледве стримуєтеся, щоб не засміятися.
17 червня Пол записав ще одну вокальну доріжку, яку потім не було використано. Того ж дня було записано й партію струнних. Маккартні, який не мав музичної освіти та ледве знався на теорії музики, почувався ніяково з музикантами струнного квартету. Його здивувало, коли вони назвали композицію семитактовою неквадратною побудовою й заявили, що «так взагалі не буває», і що «музику так не пишуть».

### Учасники запису
За словами Люїсона та Макдоналда учасниками запису стали:
- Пол Маккартні — спів, акустична гітара
- Кеннет Ессекс — альт
- Франсіско Габарро — віолончель
- Тоні Гілберт — скрипка
- Сідні Сакс — скрипка

## Випуск
Хоч самому Маккартні пісня подобалася, інші члени гурту сумнівалися, чи слід включати її в новий альбом — адже мала вона мало спільного з тим, що вони записували в той час, і не відповідала іміджу групи. Зрештою Леннон, Гаррісон і Старр наполягли на тому, щоб пісню не випускали на синглі в Британії. Відразу після виходу альбому Help!, у який композиція все-таки ввійшла, британський співак Метт Монро записав свою версію «Yesterday», яка й потрапила в першу десятку місцевого хіт-параду.
Оскільки The Beatles не користувалися впливом на американський лейбл звукозапису «Capitol Records» тією ж мірою, як на британський «Parlophone», вони ніяк не змогли запобігти випускові синглу з піснею «Yesterday» у Штатах. Спочатку сингл видали з композицією «Act Naturally» на першій стороні (з вокалом Рінго — тоді найпопулярніший бітл у США), але після величезного успіху «Yesterday» змінили пісні місцями в наступних випусках. Ця «сорокап'ятка» уперше потрапила в чарти США 29 вересня 1965 і досягла вершини 9 жовтня, де пробула місяць. Узагалі пісня провела 11 тижнів у хіт-параді США й була продана тиражем 1 мільйон копій за перші 5 тижнів. Протягом восьми років пісня залишалася найпопулярнішою композицією на американському радіо. «Yesterday» також посіла перше місце у хіт-парадах Канади, Нової Зеландії, Фінляндії, Норвегії, Данії, Нідерландів, Бельгії, Іспанії й Гонконгу, друге місце в Австралії; крім того, вона була хітом у Італії, Франції й Малайзії. Сингл з піснею був проданий тиражем понад 3 мільйони екземплярів у всьому світі.
У Великій Британії пісня вийшла на однойменному мініальбомі й на альбомі Help!, який став першою платівкою в історії, що дебютувала в хіт-параді Великої Британії на першому місці (пробув на вершині 9 тижнів).
Ще до того, як робота над «Yesterday» була завершена, Джордж Мартін випустив інструментальну версію композиції в США, під назвою «Scrambled Eggs». Через це американські шанувальники писали у своїх листах гуртові, що чули «щось під назвою „Scrambled Egg“, що є повною копією „Yesterday“».

### Видання пісні
The Beatles (у Великій Британії)
- EP Yesterday, 4 березня 1966.
- A Collection of Beatles Oldies (компіляція), 10 грудня 1966.
- Подвійний альбом-компіляція 1962-1966, 19 квітня 1973.
- Сингл (з «I Should Have Known Better» на звороті), 8 березня 1976.
- Збірник Love Songs, 19 листопада 1977
- Збірник The Beatles Ballads, 13 жовтня 1980

(Усі вищезгадані альбоми містять одну й ту же версію пісні, у моно- чи стереоформаті).
The Beatles (у США)
- Сингл (з «Act Naturally» на звороті), 13 вересня 1965
- Альбом Yesterday… And Today, 15 червня 1966 (у так званому «м'ясниковому» конверті); перевидання 20 червня 1966 (в зміненому конверті).
- Подвійний альбом-компіляція 1962-1966, 2 квітня 1973
- Збірник Love Songs, 21 жовтня 1977.
- Збірник 20 Greatest Hits, 15 жовтня 1982.

Пол Маккартні
- Потрійний концертний альбом Wings Over America, 10 грудня 1976.
- Саундтрек Give My Regards to Broad Street, 22 жовтня 1984.
- Потрійний концертний альбом Tripping the Live Fantastic, 5 листопада 1990.

(Три вищезгадані альбоми містять різні версії пісні).

## «Yesterday» в чартах
Сингли (Велика Британія)
- Версія Метта Монро

Потрапила у хіт-парад Record Retailer Top 50 21 жовтня 1965. Найвища позиція — 8, провела у хіт-параді 12 тижнів. Досягла 6 місця у чартах NME.
- Версія Меріан Фейтфул

Потрапила у хіт-парад Record Retailer Top 50 4 листопада 1965. Найвища позиція — 36, зникла з чартів після 4 тижнів.
- Версія Рея Чарльза

Потрапила у Record Retailer Top 50 20 грудня 1967. Найвища позиція — 44. Зникла з чартів після 4 тижнів.
- Версія the Beatles

Потрапила у Music Week Top 50 13 березня 1976. Найвища позиція — 8, загалом 7 тижнів у чартах. (Позиції: 41, 17, 10, 8, 9, 13, 18.) Досягла 5 місця у NME chart і 4-го у Melody Maker.
Мініальбоми (Велика Британія)
- The Beatles

Потрапила у Record Retailer Top 20 10 березня 1966, досягнувши 1 позиції (8 тижнів), загалом провела 13 тижнів у чартах.
Сингли (США)
- Версія The Beatles

Потрапила в чарт Billboard Hot 100 25 вересня 1965, досягнувши 1 позиції, на якій провела 4 тижні. Зникла з чартів через 11 тижнів (Позиції: 45, 3, 1, 1, 1, 1, 3, 11, 13, 26, 45). Також зайняла перше місце у чартах Cashbox (на 3 тижні), Variety (на 3 тижні) і Record World (на 2 тижні).
- Версія Рея Чарльза

У Billboard Hot 100 з 11 листопада 1967, загалом 7 тижнів, найвища позиція — 25.

## Концертні виконання
Уперше пісню виконали 1 серпня 1965 на розважальному телешоу «Blackpool Night Out», в якому брали участь не рок-музиканти, а ортодоксальні зірки шоубізнесу. Після того, як гурт закінчив виконання «Ticket to Ride», Джордж Гаррісон сказав:
«Дякуємо! Тепер ми хотіли б виконати щось таке, чого ніколи досі не грали. Це пісня з нашого нового альбому, називається „Учора“» — і жартома додав: «Прекрасна нагода для Пола Маккартні з Ліверпуля!».
Такими словами зазвичай представляли нових учасників на щотижневому шоу талантів Г'югі Гріна. Маккартні проспівав у супроводі гітари й фонограми зі струнними.
«Yesterday» не входила в концертну програму гурту 1965 року й уперше її додано в репертуар гурту під час турне по ФРН, Японії, Філіппінам, США й Канаді, що проходило з 24 липня до 29 серпня 1966.
Після розпаду The Beatles і заснування власного гурту Wings, Маккартні не виконував на концертах пісень The Beatles до 1975 року. Під час перших світових гастролей «Wings over the World» ним уперше були виконані пісні The Beatles на сцені, включно з «Yesterday». Ці записи потрапили на потрійний концертний альбом Wings, Wings over America 1976 року. Відтоді «Yesterday» стала регулярно виконуватися Маккартні на концертах (включаючи турне 1990-х і 2000-х).
У 2006 на церемонії Grammy Awards, Маккартні виконав пісню разом з Linkin Park і Numb/Encore.

## Схвалення, нагороди, критика
«Yesterday» найчастіше виконується й записується іншими музикантами — більше, ніж будь-яка інша поппісня. За даними Книги рекордів Гінесса, існує понад 3000 різних кавер-версій пісні. Серед відомих виконавців — The Seekers, Джоан Баез, Liberace, Френк Сінатра, Рей Чарльз, Рут Браун (1969), Пласідо Домінго, The Head Shop і Boyz II Men.
«Yesterday» здобула нагороду Айвор Новелло у категорії «Видатна пісня 1965 року» і стала другою серед найчастіше виконуваних пісень того року (першою була інша пісня Маккартні, «Michelle»).
У 1999 Broadcast Music Incorporated помістила пісню на третє місце в списку пісень, які найчастіше виконувалися у 20 столітті на американському радіо й телебаченні (близько 7 млн виконань). Перше й друге місця посіли «Never My Love» гурту The Association та «You've Lost That Loving Feeling» дуету The Righteous Brothers. Цього ж року за результатами проведеного опитування Радіо Бі-Бі-Сі назвало «Yesterday» найкращою піснею сторіччя.
У списку 500 найкращих пісень усіх часів за версією журналу Rolling Stone, складеному у 2004, пісня посіла 13 місце.
При цьому пісня критикувалася за банальність, солодкуватість і сентиментальність. Боб Ділан заявив, що «якщо ви підете в Бібліотеку Конгресу, то знайдете там набагато краще за це. Таких пісень, як „Michelle“ і „Yesterday“ — мільйони, і всі вони пишуться на Тін Пен Еллі». Однак він і записав свою версію пісні, що так ніколи й не була видана.
У 1980 році, незадовго до загибелі, Леннон сказав про слова пісні: «Вони гарні, але там немає ніякої розв'язки. Якщо прочитати текст повністю, він нічого вам не скаже, незрозуміло що там відбулося — вона пішла, й він хоче, щоб знову прийшов учорашній день — оце й все. Красиво, але я ніколи не хотів бути автором подібної пісні.»
«Yesterday» популяризувала жанр балади серед рок-виконавців і надихнула інших музикантів на використання струнних інструментів. Соліст The Rolling Stones Мік Джаґґер заявив після прослуховування пісні: «Хотів би я так співати!». Балада Джаггера й Річардса «As Tears Go By» 1966 року вважається своєрідною відповіддю «Yesterday».

## Музика й текст
Пісня написана у розмірі 4/4 і має таку структуру: Вступ — куплет — куплет — середня частина — куплет — середня частина — куплет — завершення.
У першому куплеті звучить тільки акустична гітара, а у другому вступає струнний квартет (дві скрипки, альт і віолончель).

Основна тональність пісні — фа мажор, причому Маккартні настроював гітару на тон нижче й тому брав цей акорд як соль мажор. Перший куплет складається із семи тактів, що нетипово для попмузики, і містить три фрази: 3+2+2. Гармонічна послідовність виглядає так (стандартні буквені позначення):
Цікавий кінцевий гармонічний зворот — тут подвійна домінанта (соль мажор) замість очікуваного розв'язання у до мажор, розв'язується у субдомінантну гармонію — сі-бемоль мажор, який вже приходить у тоніку. Бас при цьому рухається по низхідній хроматичній лінії C-H-B-A.
Куплет складається з восьми тактів, що містять дві однаково гармонізовані фрази по 2 такти:
Аранжування струнних доповнює сумну атмосферу пісні, особливо тужлива віолончель й її блюзові ноти, які з'єднують дві половини середньої частини (відразу після слів «І don't know / she wouldn't say»), а також низхідна лінія альта, що веде із середньої частини назад у куплет (Маккартні імітує її голосом переходячи до останнього куплету).
Похмурий текст пісні органічно доповнюється цією замисленою мелодією. Зміст тексту, хоча й точно не визначений, може витлумачуватися як вираження журби за втраченою любов'ю. Більшість слухачів вірять, що мова йде про розрив між закоханими, у той час, як інші вважають, що пісня пов'язана з переживаннями через смерть матері (Мері Маккартні, мати Пола, померла, коли він був підлітком). Подібна тематика пісні не була властива творчості Маккартні першої половини шістдесятих років. Зазвичай його пісні були позитивними й оптимістичними, у той час, як смутні й інтроспективні були більшою мірою типові для творчості Леннона.
Під час виступу на шоу Еда Саллівана, Маккартні виконав пісню під акомпанемент акустичної гітари й студійного оркестру, у тональності фа мажор. На концертах у Токіо під час туру 1966 року пісня виконувалася за участю інших учасників ансамблю у тональності соль мажор.
В інтерв'ю на шоу Говарда Стерна Маккартні сказав, що зберігає первісну версію тексту пісні, записану на поштовому конверті.

## Асоціації
У липні 2003 року BBC News опублікувала замітку про те, що британські музикознавці виявили схожість пісні «Yesterday» й пісні Нета Кінг Коула «Answer Me» і припустили, що остання нібито була джерелом натхнення для Маккартні. Головним чином музикознавці звертали увагу на схожість текстів пісень:
«Yesterday» починається зі слів:

| «Yesterday, all my troubles seemed so far away, now it looks as though they're here to stay.» |
У пісні «Answer Me» є такі слова:

| «Yesterday, І believed that love was here to stay, won't you tell me where І've gone astray.» |
Сам Маккартні ж на це відповів, що для нього ці дві пісні настільки ж подібні, наскільки «Get Back» подібна до «Боже, бережи королеву».
Ієн Хаммонд припустив, що Маккартні написав пісню за мотивами композиції «Georgia On My Mind», хоча наприкінці своєї статті заявив, що попри подібності, «Yesterday» є самобутньою й індивідуальною роботою.
У 2006 році італійський музичний продюсер і пісняр Ліллі Греко заявив, що «Yesterday» є кавером «Piccerè che vene a dicere», неаполітанської пісні XIX століття. У цій же статті Греко сказав, що Маккартні й Леннон мали «енциклопедичні знання» світової музики й особливо захоплювалися неаполітанською піснею. Однак залишається невідомим коли й де вони могли почути виконання цієї пісні. Ніхто з них не знав музичної нотації, тому навряд чи вони могли розучити пісню по записаних нотах.

## Yesterday у культурі
«Yesterday» — художній фільм британського режисера Денні Бойла, що розповідає про людину, яка єдина, хто пам'ятає пісні групи The Beatles.